# 賀蘭部
賀蘭部，又稱賀賴部，中心氏族稱為「賀蘭氏」或「賀賴氏」，中國古代部族，原居於賀蘭山下，出自匈奴，為鮮卑部落之一。在拓跋部興起時，與拓跋部有姻親關係，成為重要貴族。賀蘭部的後代，形成薛延陀與契丹部落。之後一部份逐漸漢化，融入漢族與回族中。賀蘭姓、賀賴姓、賀姓、賴姓的先祖，可能出自這個部族。
現代研究將賀蘭部與匈奴攣鞮氏、薛延陀部與哈拉吉人等連結起來，認為他們可能分支自原始突厥人，為突厥人的一支。

## 歷史
賀蘭部的早期記載很少，古代認為源自匈奴，是鮮卑部落之一。其歷史可以上追到匈奴帝國之前，文字記錄直到魏晉南北朝時才出現在古漢語文獻中。
隨著南匈奴進入金城塞內居住的部落，即匈奴十九部，其中有賀賴部。在北魏時，記載賀蘭部與拓跋部結盟，與拓跋部通婚，為其重要盟友。胡三省認為，賀賴部與賀蘭部是譯音不同形成，居住在塞外的被稱為賀蘭部，內遷到中原居住的則稱賀賴部。
賀蘭部族長賀紇，為鮮卑東部莫何弗，與拓跋部拓跋鬱律結盟。
在北魏至隋唐之際，賀蘭部為北朝重要貴族。

## 名稱及起源
據《元和郡縣圖志》，在北方游牧族語言中，「賀蘭」原義為駁馬，即混有不同毛色的馬。賀蘭部出自鮮卑，曾居賀蘭山下，賀蘭部祖居之地即现今阿拉善盟。
據《文獻通考》，突厥語稱駁馬為「曷剌」，因此駁馬國又稱曷剌國。也有突厥語稱馬為賀蘭的記載。學者伯希和與 L. Hambis 等人，解讀古突厥語中的 ala 或 alagchin 為毛有雜色的馬，並將古漢語典籍中的曷剌、阿剌與賀蘭等字，對應到同一個古突厥語。在古突厥碑文中，曾記載一個名稱叫葛邏枝（Geluozhi[ya]）或葛邏牙的部落，其塔木加為，字根為古突厥文的ala 。俄國學者尤里·阿列克谢耶维奇·祖耶夫将这個部落對應到《新唐書》的駁馬國，又稱為遏羅支。他認為曷剌、賀賴與賀蘭皆是同一個突厥名稱的不同漢譯。  
中華人民共和國内蒙古大学蒙古学学院研究员包文胜認為，賀蘭部為駁馬國的分支，原居於貝加爾湖一帶，在匈奴帝國時期，駁馬國的一支游牧至賀蘭山脈居住，成為賀蘭山脈得名的原因。學者烏拉其圖認為，匈奴帝國單于的姓氏攣鞮氏，可以追源到賀蘭部的先祖。

## 語言
學者伯希和、森安孝夫等人，認為賀蘭部可能使用古突厥語。

## 分支

### 駁馬國
《新唐書》曾記載突厥汗國北方有「駁馬國」（拔悉密）。學者森安孝夫等人考證駁馬，即古突厥語的賀蘭。駁馬國為賀蘭部所建國家。

### 延陀部
杜佑《通典》记载薛延陀中的延陀部是匈奴單于贺赖头的后裔，与薛部杂居，因此号称薛延陀。賀賴頭原出自賀蘭部。

### 大賀部
臺灣學者趙振績考證唐代契丹中的大賀氏源自鮮卑賀蘭部。

### 异说
有人认为明代的瓦剌（清朝译称「衛拉特」），皆為賀蘭的音轉。
北魏時的皇室親衛軍「曷剌真」，有人认为其轉寫為harchin（喀喇沁），喀喇沁部可能源自於賀蘭部。

## 現代研究
中華人民共和國學者姚薇元在《北朝胡姓考》中，考證賀賴、賀蘭與賀姓之間的關連，認同賀賴即賀蘭的不同音譯。學者薛宗正在其著作《突厥史》中，認為賀蘭部為突厥人分支。並認為賀蘭部為匈奴單于的後代。
内蒙古大学蒙古学学院研究员包文胜根据《元和郡县志》和《通典》所记贺兰有“驳马”之意为着眼点，利用考古出土的碑铭以及语言学的内容进行考察，指出中古时期“延陀”二字的读音为“j·End·”，贺兰部的全称为，即“有驳色马的国”。“贺兰”译自的，而“延陀”应该音译自的。中古时期，“j·End·”与“yund”完全一致。经过以上分析，包文胜认为，杜佑把贺兰部和延陀部说成相同部落是可信的。